# Laczkovics János
Laczkovics János (Szentlőrinckáta, 1754. január 13. – Buda, 1795. május 20.) huszárkapitány, a magyar jakobinus mozgalom egyik vezetője, a XVIII. századi magyar irodalom jeles képviselője.

## Élete
Apja, Laczkovics Imre, Pest vármegyei birtokos volt; édesanyja Trencsényi Mária. Pályáját 1772-ben a bécsi nemesi testőrségben kezdte, ahol több nyelvet megtanult. 1776-tól hadnagyként két évet töltött Itáliában a Graeven-huszárezreddel, 1778-ban részt vett a poroszok elleni hadjáratban, majd Szlavóniába vezényelték. 1786-ban előléptették kapitánnyá, 1787-ben Dubicánál kitüntette magát a törökök ellen vívott harcban. 1789-ben Belgrád bevételénél vitézkedett, erről verset is írt („Talpra oh vitézek”, Magyar Kurír, 1789). 1790-ben Szendrőnél szerzett betegségére hivatkozva Pestre ment és a diétai karhatalmiba kivezényelt tiszttársaival benyújtotta a Graeven-ezred tisztjeinek híres folyamodványát az országgyűléshez a magyar tisztikar, tisztképzés és vezényleti nyelv érdekében. A folyamodvány miatt hadbírósági eljárás indult ellenük, az Országgyűlés előbb felzúdult, de a reichenbachi megegyezés után sorsukra hagyta őket. Laczkovicsot Belgrádban őrizetbe vették, majd bécsi kihallgatása után a mantovai helyőrségbe helyezték át, ekkor lemondott tiszti rangjáról és Pestre költözött. 

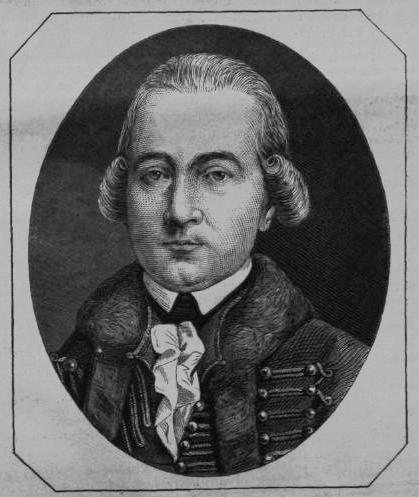
Laczkovics János portréja a Vasárnapi Ujságban

Felismerte, hogy hiába bízik a rendekben. Szenvedélyesen ostorozta a magyar nemesek műveletlenségét és önzését. Már az országgyűlés idején lefordította magyarra Trenk Frigyes báró antiklerikális munkáját („A Matzedóniai vitéz”, h.n., 1790), majd két hasonló művet fordít le németből, és ad ki névtelenül. A hatóságok mindkettőt betiltják és elkobozzák. Laczkovics, Trenk közbenjárásában bízva 1791-ben kihallgatáson kéri visszahelyezését Ferenc trónörököstől, majd Pesten a nádorhoz próbál bejutni és részleges önigazolást ír a király számára, de a haditanács elutasítja. 1791-ben régi ismerőse, Martinovics ráveszi, hogy az ő 1790-ben megjelentetett röpiratának aulikus szellemű átdolgozásával szerezze vissza II. Lipót kegyét, Laczkovics lefordítja, monarchiaellenes részét kihagyja és átdolgozva ki is adja Pesten. A röpiratba beleönti a klérussal és a nemességgel szembeni gyűlöletét, és zamatos magyarsággal ad hangot elkeseredésének. A bécsi kémszervezet főnöke, Gotthardi útján pénzjutalmat és 45 Ft nyugdíjat kap II. Lipóttól, de ennek halálával a többi közt szertefoszlik az óhajtott budai kerületi biztosság reménye is. Az új uralkodónál, I. Ferencnél és a bécsi hatóságoknál hiába audienciázik, hatástalan marad a Szekér Joákim könyvéből kivonatolt, aulikus szellemű, de a jobbágysággal együttérző történeti vázlata is („A magyar történeteknek rövid rajzolattya”, Pest, 1792).  1793-ban Martinovics Ignác „Nyílt levelét” fordítja magyarra, 1794-ben vállalja a jakobinus mozgalom (Szabadság és Egyenlőség Társasága) egyik igazgatójának tisztét, terjeszti és részben lefordítja a kátékat. 

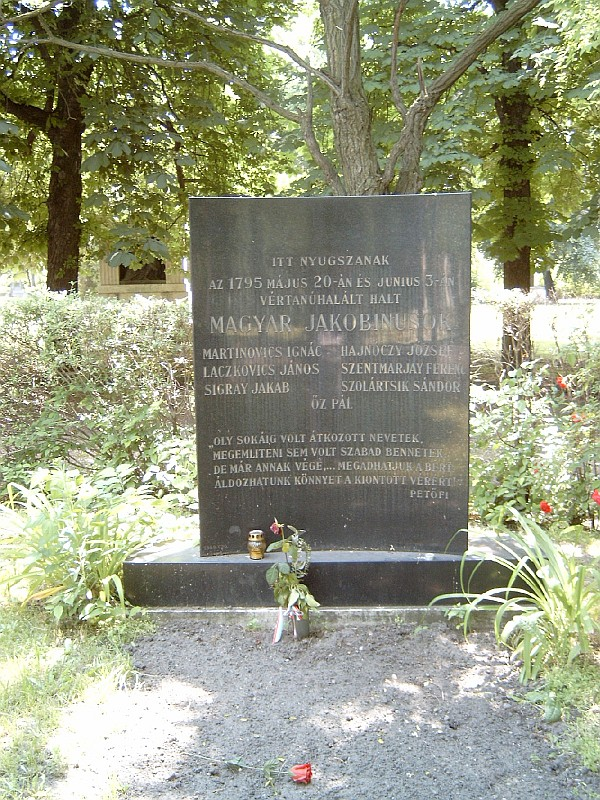
Magyar jakobinusok sírja Budapesten. (Hajnóczy József, Laczkovics János, Martinovics Ignác, Sigray Jakab, Szentmarjay Ferenc, Szolártsik Sándor, Őz Pál). Kerepesi temető: 11/1-sziget.

Augusztus 16-án elfogják, a bécsi vizsgálóbizottság hallgatja ki, majd a magyar királyi és a hétszemélyes tábla törvénysértő eljárás során halálra ítéli és 1795. május 20-án a budai Vérmezőn lefejezték. Laczkovics bátran nézett szembe a hóhérral.